# Otto von Bismarck als Student

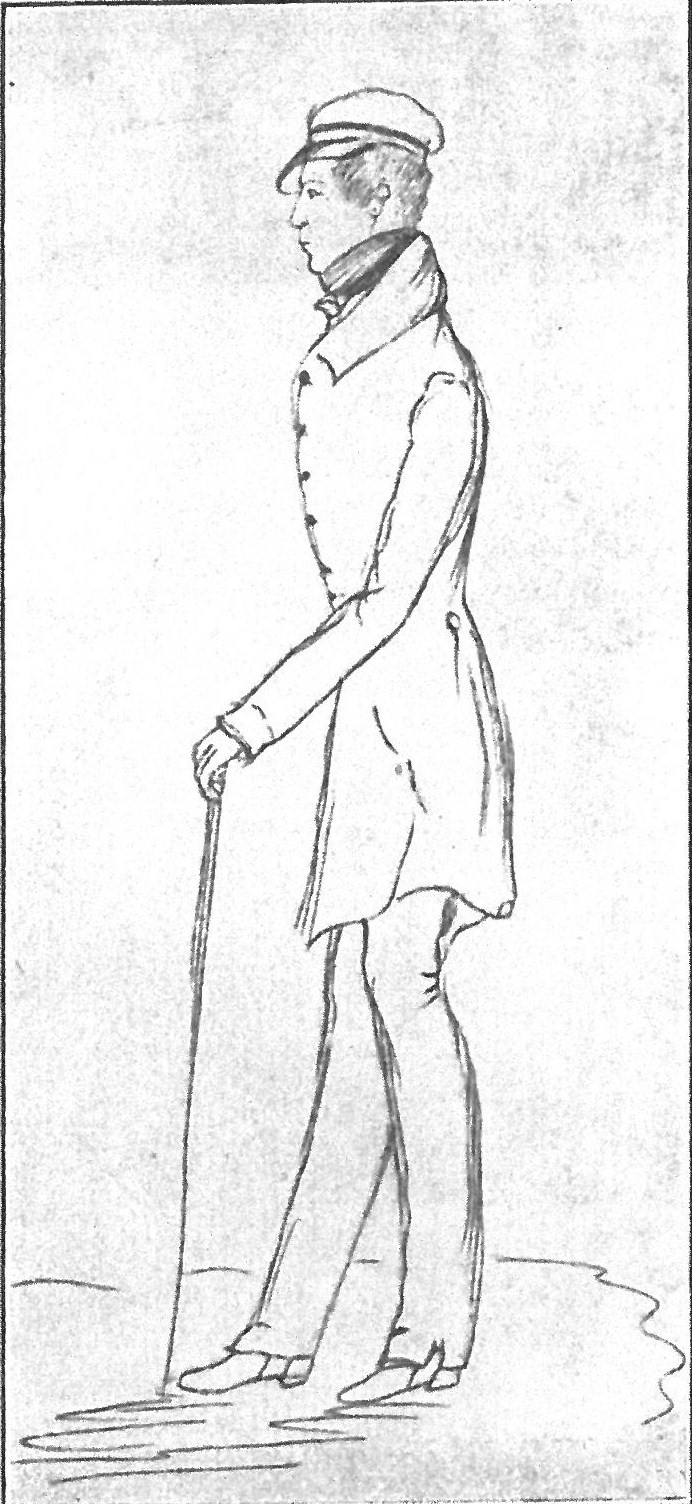
Bismarck als Student (1832/33), Skizze seines Corpsbruders Gustav Scharlach

Die Studentenjahre Otto von Bismarcks in Göttingen (1832–1833) und Berlin (1834–1835) stellen einen prägenden und zeitweilig recht wilden Lebensabschnitt des späteren deutschen Reichskanzlers dar.

## Studienbeginn in Göttingen
Otto von Bismarck beendete seine Schulzeit am Berlinischen Gymnasium zum Grauen Kloster mit seiner Abgangsprüfung am 3. April 1832 und wurde dort am 14. April 1832 als Schüler entlassen. Nach dem Willen seiner Mutter war er für die Diplomatenlaufbahn vorgesehen und eigentlich hatte die Familie als Universitäten Bonn, Genf oder Berlin ins Auge gefasst; aber man entschied sich dann doch zunächst für die Georg-August-Universität Göttingen, die über Deutschland hinaus im Ruf einer Eliteuniversität stand und deren Studentenschaft einen hohen Anteil von Abkömmlingen des Adels aufwies. Bismarck immatrikulierte sich in Göttingen am 10. Mai 1832. Im ersten Jahr in Göttingen wohnte er dort im Haus mit der heutigen Straßenbezeichnung Rote Straße 27, das heute mit einer Göttinger Gedenktafel gekennzeichnet ist. Im Sommersemester 1833 wohnte er in einem zum Gartenhaus umgebauten ehemaligen Festungsturm des Göttinger Stadtwalls am Leinekanal, der deshalb heute Bismarckhäuschen genannt wird. Göttingen selbst stand 1832 noch ganz im Zeichen des niedergeschlagenen Göttinger Aufstands, der als Folge der Pariser Julirevolution von 1830 im Januar 1831 ausgebrochen war. Während das Königreich Hannover weitgehend ruhig blieb, kam es in Göttingen durch eine Verkettung verschiedener Ursachen zu einem gewaltsamen Ausbruch, in deren Folge unter der Führung des Privatdozenten Johann Ernst Arminius von Rauschenplat ein Revolutionsrat gebildet und am 8. Januar 1831 der Magistrat der Stadt Göttingen vorübergehend aufgelöst wurde. Der Aufstand wurde erst im März 1831 niedergeschlagen. Die Studentenverbindungen wurden in der Folge verboten und existierten nach außen als rein gesellschaftliche Zusammenschlüsse in Form sogenannter Clubbs nur insgeheim weiter. Erst nach dem Universitätsjubiläum 1837 entstanden neue Progress-Verbindungen, die in Konkurrenz zu den Landsmannschaften alten Stils traten. Burschenschaften waren wegen des ausgeprägt konservativen Klimas an der Universität Göttingen in der ganzen ersten Hälfte des 19. Jahrhunderts in Göttingen nur von untergeordneter Bedeutung. Bismarck schloss sich zunächst einigen Studenten aus Mecklenburg an, mit denen er nach dem Hambacher Fest im Mai 1832 eine Wanderung durch den Harz unternahm. Nach der Rückkehr erhielt er seitens des Universitätsgerichts seinen ersten Verweis, weil er in ausgelassener Stimmung eine Flasche aus dem Fenster des Göttinger Hotelrestaurants Krone auf die Weender Straße geworfen hatte.

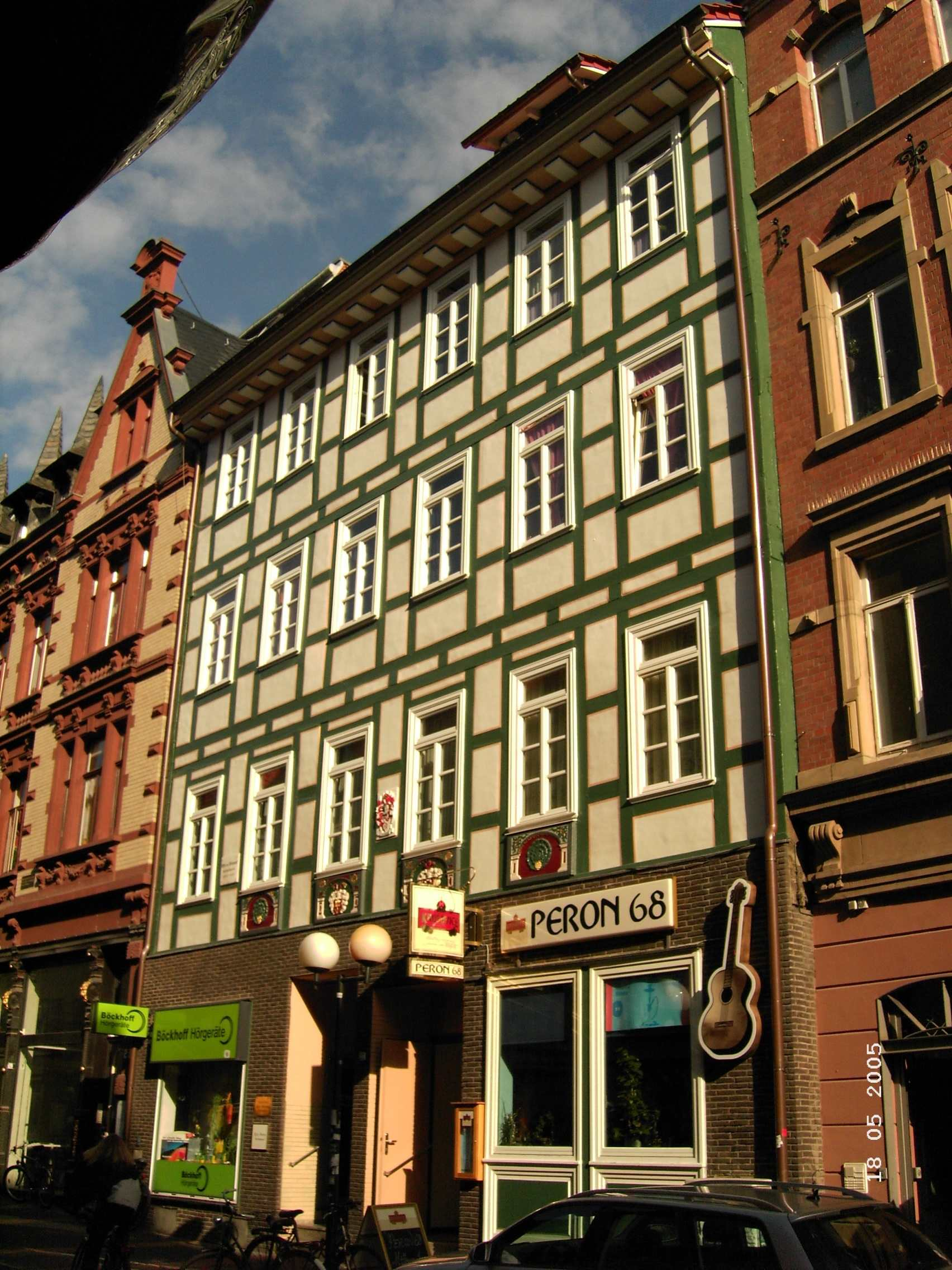
Bismarcks erste Göttinger Studentenwohnung, Rote Straße 27
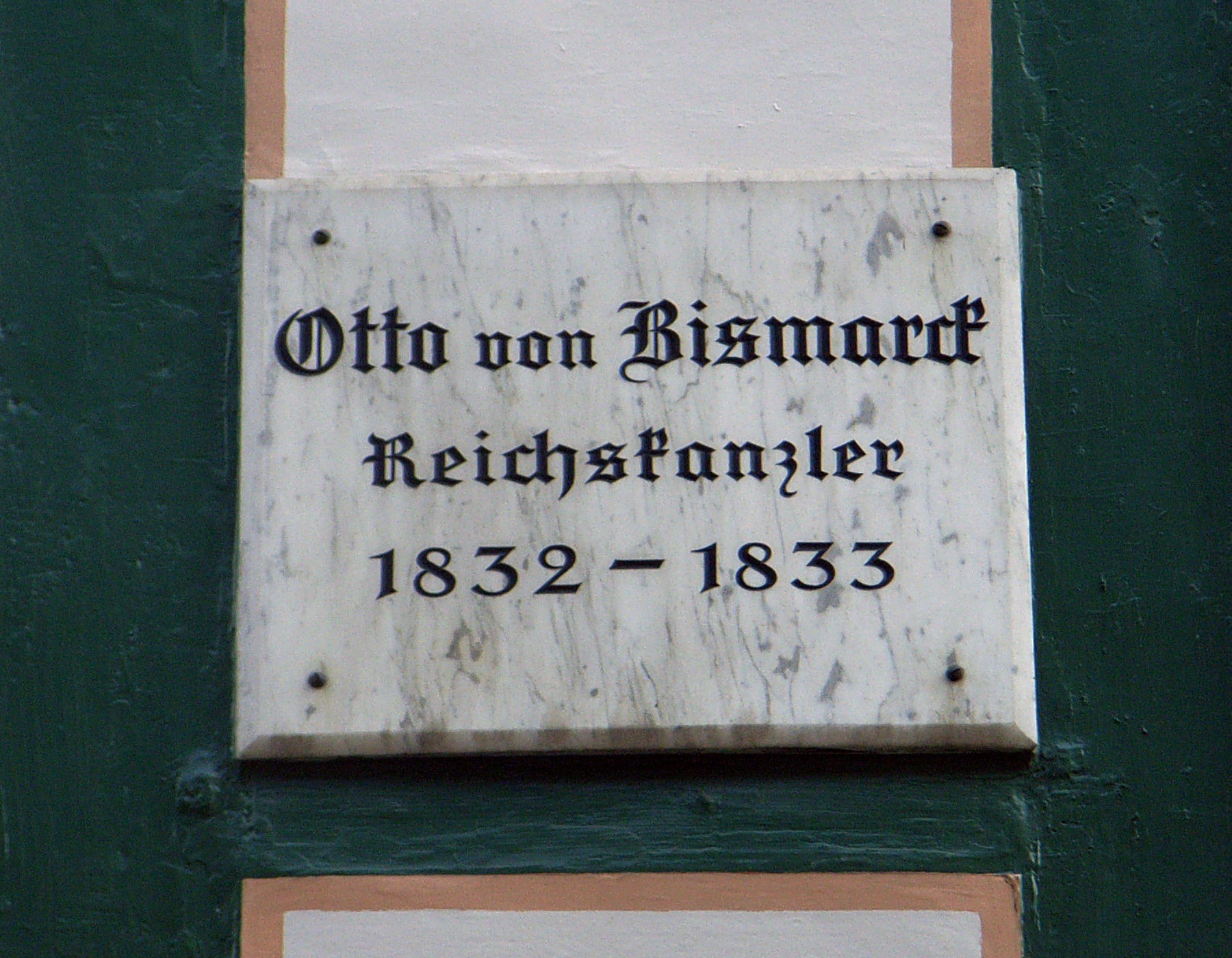
Göttinger Gedenktafel in der Roten Straße 27
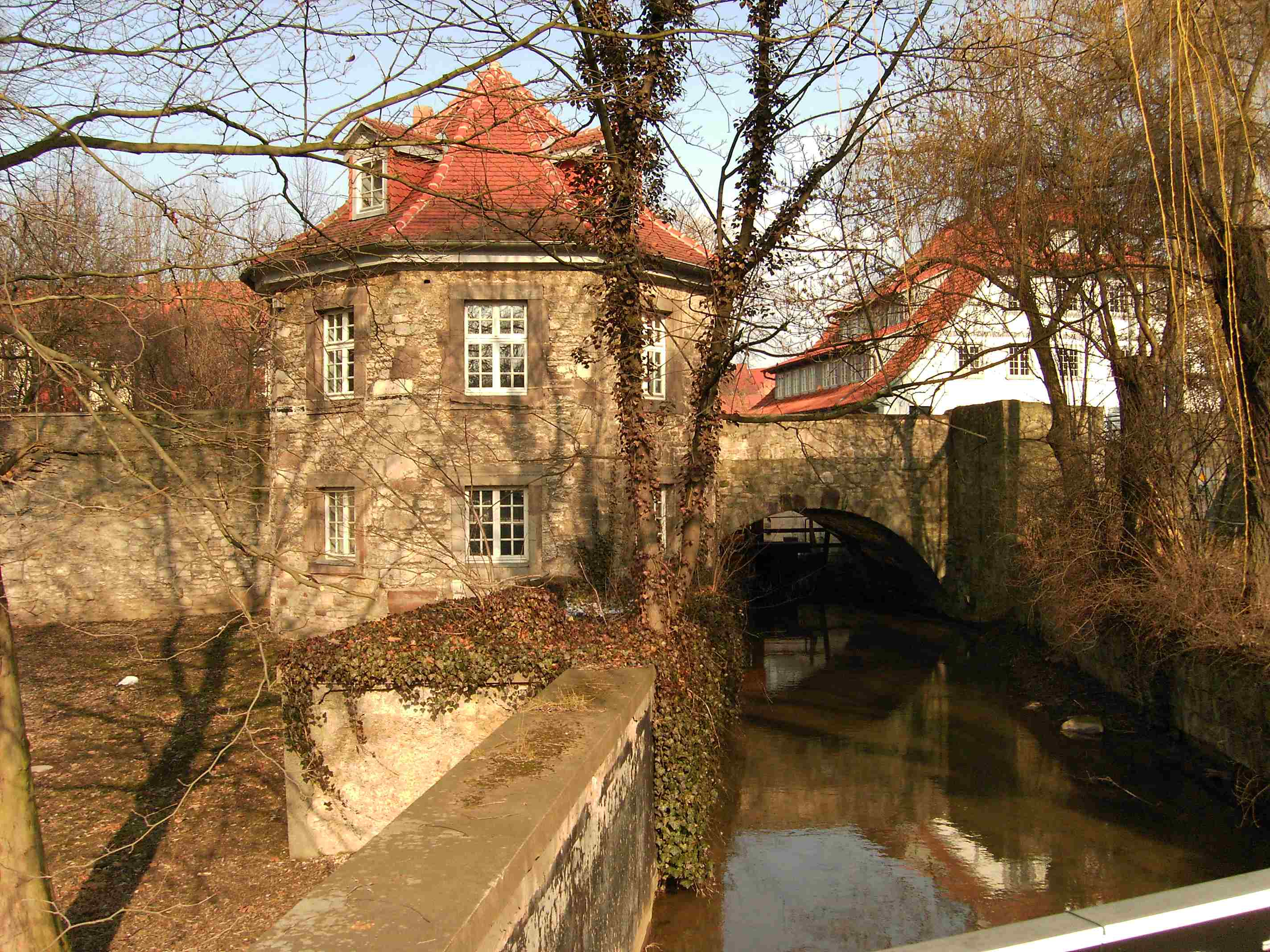
Bismarckhäuschen am südlichen Göttinger Stadtwall, im Hintergrund die Odilienmühle
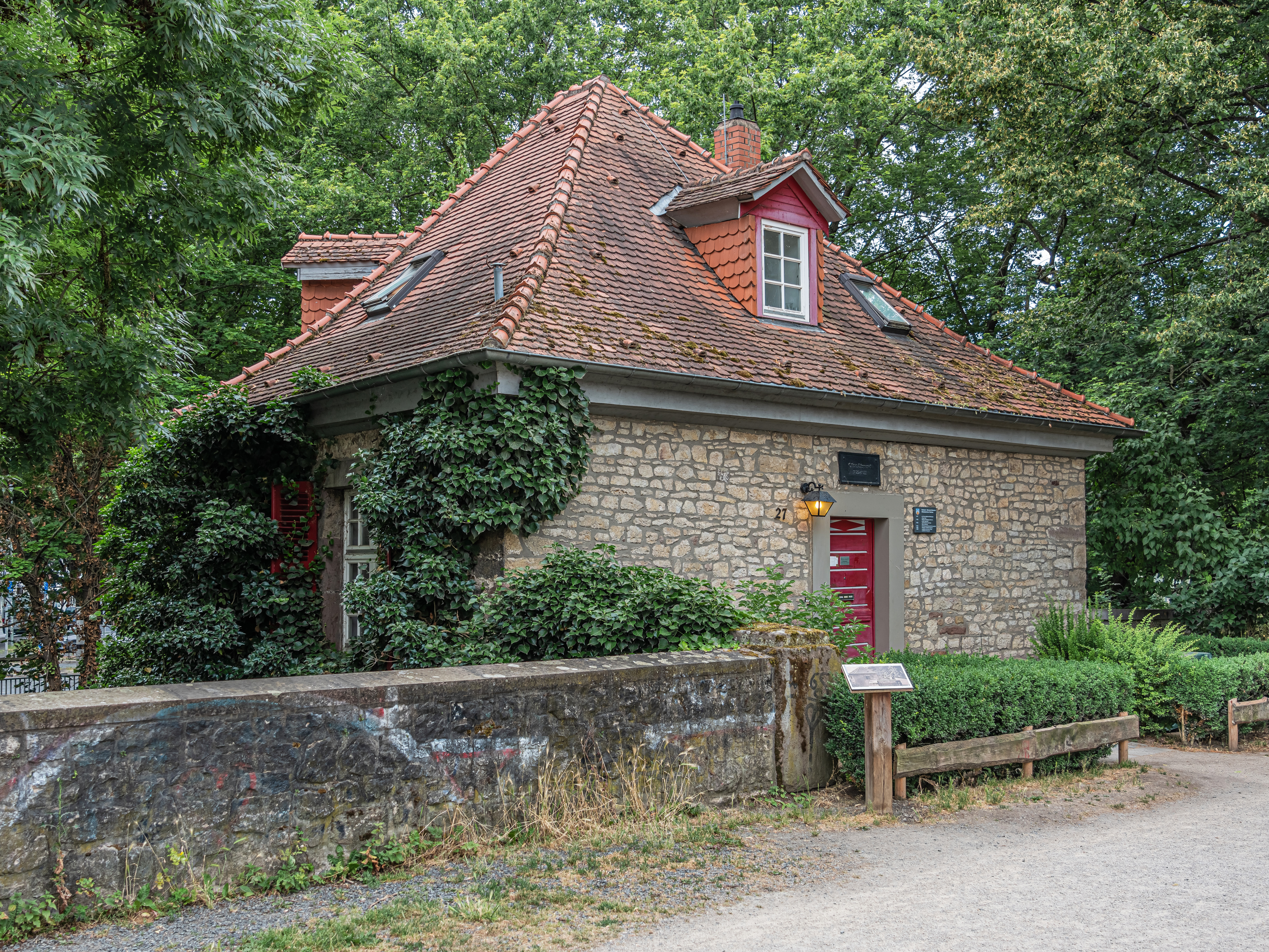
Bismarckhäuschen, Nordseite von der Promenade des Stadtwalls aus gesehen

## Amerikanischer Freundeskreis

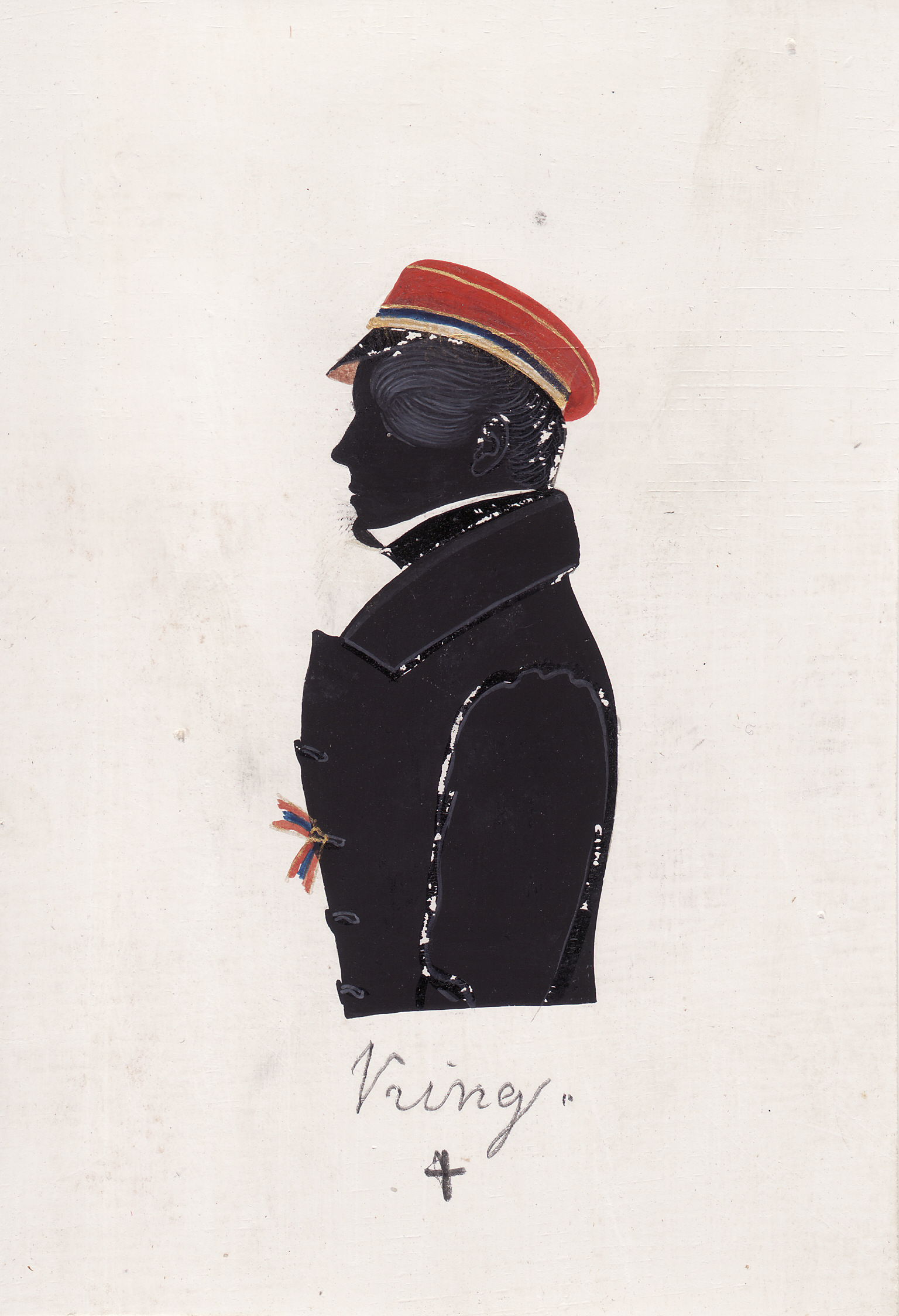
Silhouette Mitchell C. King (Göttingen 1832/33)

Bismarck hatte als Sehr gut benotete Sprachkenntnisse sowohl im Französischen wie im Englischen und freundete sich in Göttingen bald mit einer Gruppe von amerikanischen Kommilitonen an, mit denen er in engere Verbindung trat und mit denen er die jeweiligen Kenntnisse der Fremdsprache wechselseitig vervollkommnete. Darunter waren der spätere amerikanische Historiker und Diplomat John Lothrop Motley aus Boston sowie zwei Südstaatler. Beide wechselten im Herbst 1833 an die Universität Berlin und bezogen dort eine gemeinsame Wohnung in der Friedrichstraße. Der Mediziner Amory Coffin (1813–1884) ist durch die legendäre Champagner-Wette auch in Bismarcks Gedanken und Erinnerungen dokumentiert. Bismarck hatte in einer Wette mit Coffin darauf gesetzt, dass die Deutsche Einheit binnen 20 Jahren hergestellt sein würde; er hat die Wette also verloren, weil er sich um knapp 20 Jahre verschätzte. Der Mediziner Mitchell Campbell King aus South Carolina war der einzige aus diesem Kreis, der ihm später als Corpsbruder in das Corps Hannovera folgte. In dieser Runde feierte Bismarck am 4. Juli 1832 „in gehobener Stimmung“ den Independence Day. John Lothrop Motley als späterer enger Vertrauter Bismarcks folgte ihm hingegen nicht in das Corps. Er hatte sich auf sein Studium 1832 in Göttingen mit Hilfe eines Reiseführers von Henry Dwight vorbereitet, der das Studentenleben um 1825/26 an der Georgia-Augusta detailliert schildert, und bestätigte dessen unbefangene und keiner behördlichen Zensur ausgesetzten Beschreibungen, auch hinsichtlich der für Amerikaner unglaublichen Fechtfreude der Corps, in einem der ersten Schreiben aus Göttingen an seine Mutter in Boston, so dass die eingehenden Beschreibungen Dwights als authentisch anzusehen sind:

“…the accounts you have read in Dwight … is not the slightest degree exaggerated, in fact it is entirely impossible to exaggerate them.”

Motley stand zum Corpsstudententum in wohlwollender Distanz. Er verarbeitet den Studienfreund Bismarck später in seinem Roman Morton’s Hope, or the Memoirs of a Provincial (1839), in dem er Bismarck als Vorbild für die Romanfigur des Otto v. Rabenmark wählte. Deutlich wird dies ebenfalls in dem Brief vom 1. Juli 1832 an seine Mutter, wenn er seinen gegebenen Bericht über das Göttinger Studentenleben und die Corps abschließend resümiert:

“And though it is beyond all contradiction a brutal state of things, yet I cannot help thinking it is not without its uses.”

und gleichzeitig betont

“I have found a few friends here whom I admire very much, and with whom I already drunk Brüderschaft”

Die Bedeutung dieses studentischen Freundeskreises für Bismarcks spätere Einstellung und Außenpolitik gegenüber den Vereinigten Staaten, also die Beziehungen zwischen Deutschland und den Vereinigten Staaten, ist bis heute nicht abschließend analysiert, wenn man von dem ersten Ansatz durch die Dissertation des amerikanischen Historikers Louis Leo Snyder 1931 einmal absieht. Sicher ist jedoch, dass er bei den diplomatischen Verhandlungen der Berliner Samoa-Konferenz 1889 erstmals Englisch als internationale diplomatische Verhandlungssprache einführte.

## Corpsstudent

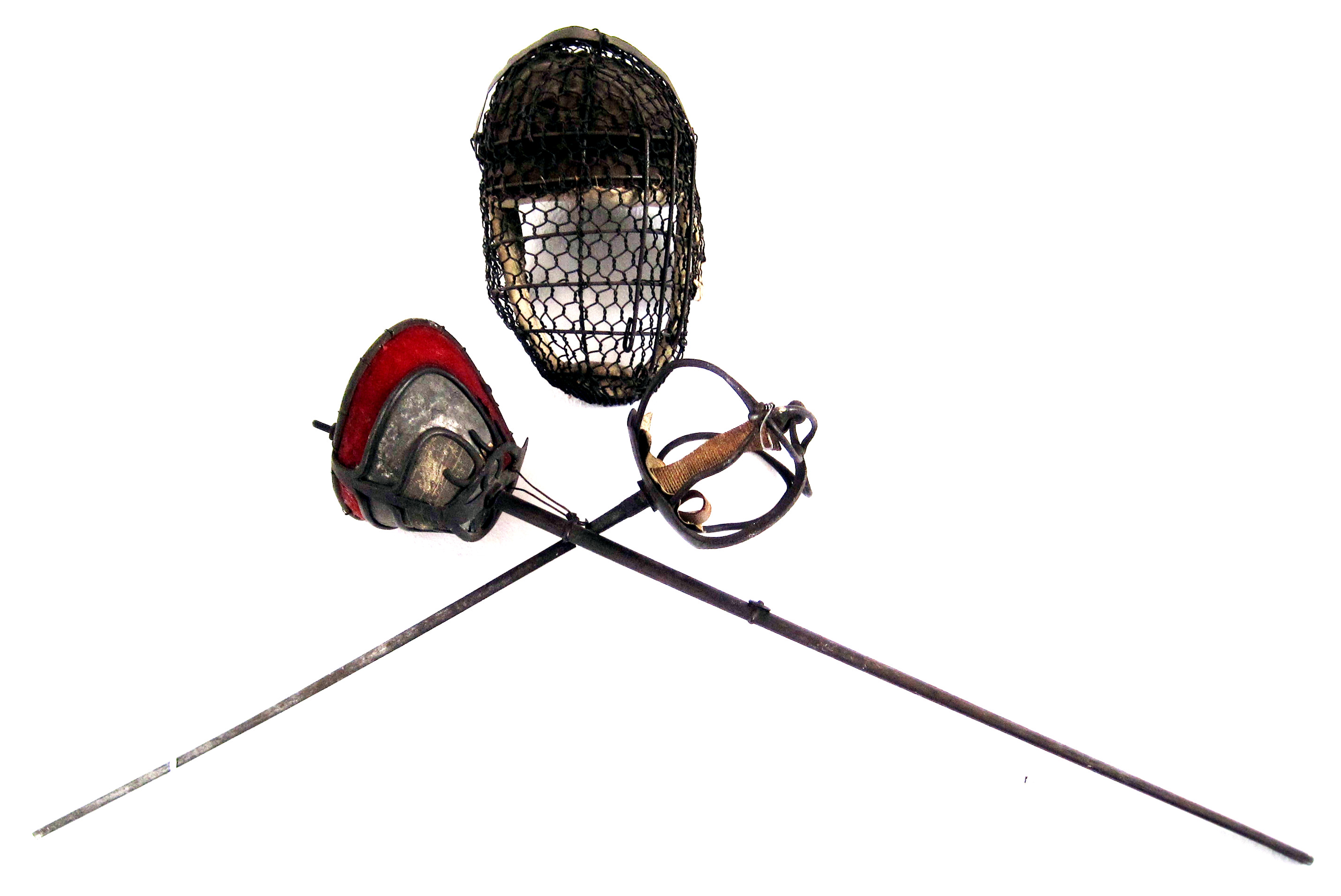
Korbschläger Bismarcks im Bismarck-Museum in Friedrichsruh

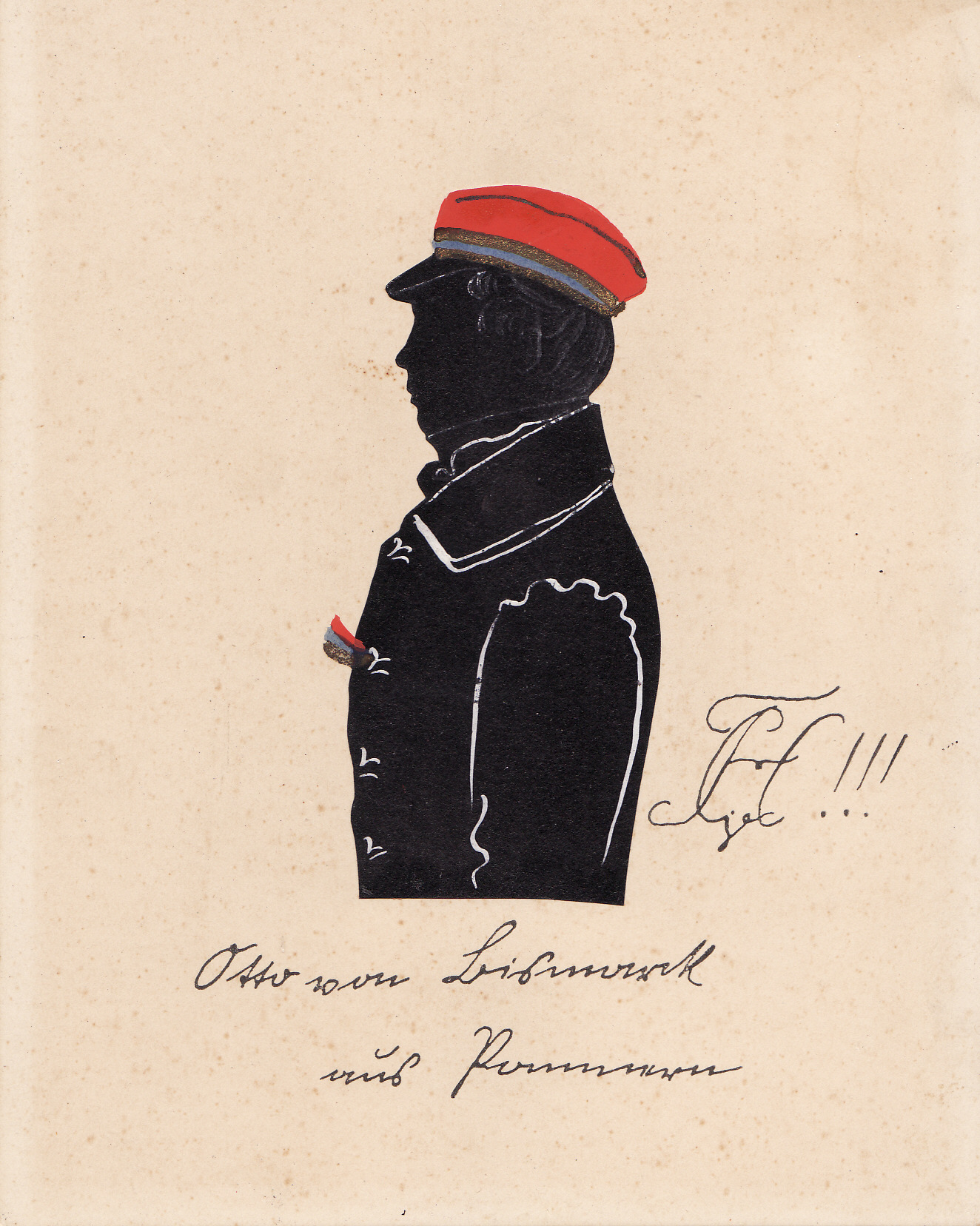
Kneipbild Otto von Bismarck als Göttinger Hannoveraner

Die Hannoveraner lernte Bismarck bereits im Mai 1832 bei einem Aufeinandertreffen auf der Weender Straße kennen. Sie bestanden zu dieser Zeit verfolgungsbedingt als Clubb, das Farbentragen in der Öffentlichkeit war für die Göttinger Verbindungen nicht möglich. Am 5. Juli 1832, also am Tag nach der ausgiebigen Feier mit seinen amerikanischen Freunden, ließ er sich durch den ebenfalls im Hause Rote Straße 27 logierenden Hannoveraner Adolf Jäger als Renonce vorschlagen und wurde als solche durch den Convent vom 6. Juli 1832 gemeinsam mit Albrecht Erxleben angenommen. Adolf Wuthmann wurde sein Leibbursch. Am 10. August focht er erstmals eine Partie auf die Farben der Hannovera und am 15. August 1832 wurde er nach dem vorangegangenen Ballotement in das Corps rezipiert. Im Corpsconvent vom 6. Oktober 1832 wurde er zum Fuchsmajor gewählt und hatte damit auf den Kneipen die Lieder anzustimmen. Daran erinnerte er sich noch 1895 doppeldeutig:

„Ich habe in Göttingen im Corps immer den Ton angeben müssen.“

Mehrere der für diese Zeit in Göttingen üblichen Kneipnamen sind für Bismarck aus seinem Corps überliefert, so Kind und Kindskopf, aber auch unter Anspielung auf seine Heimat Kassube und zuletzt, mit Zunahme seiner fechterischen Leistungen Baribal, eine Anspielung auf den Amerikanischen Schwarzbären. Ausweislich der in dieser Zeit sehr knapp gehaltenen Conventsprotokolle wurde er am 3. November 1832 zum Generaladjudanten für die Beerdigungsfeierlichkeiten des verstorbenen Mathematikers Hofrat Bernhard Friedrich Thibaut gewählt und am 7. Dezember 1832 unterzeichnete er mit seinen Corpsbrüdern eine Neufassung der Corpsconstitution als „Otto von Bismarck aus Pommern“. In seiner Göttinger Zeit focht Bismarck 26 Partien auf Schläger. Aus diesen Partien behielt er nur einen leicht sichtbaren Schmiss an der Nasenspitze aus der Partie mit dem Bremenser Heinrich Biedenweg am 2. Februar 1833 zurück. Mit ihm stritt Bismarck zeitlebens über die Frage, ob der Hieb Biedenwegs commentmäßig gewesen sei. Als Sekundant stand er seinen eigenen Corpsbrüdern bei neun Partien zur Verfügung, ob er als „Leihsekundant“ auch anderen Corps in Schlägerpartien zur Seite stand, ist bislang nicht erforscht. Im Sommersemester 1833 bekleidete er die Charge des Conseniors.
| Datum        | Gänge     | Blutige | Sekundant                | Gegenpaukant                               | Blutige | Gegensekundant         | Unparteiischer          |
| ------------ | --------- | ------- | ------------------------ | ------------------------------------------ | ------- | ---------------------- | ----------------------- |
| 10. August   | 6         | –       | Jaeger, Hannovera        | Cramer, Brunsviga                          | 1       | Cleve, Brunsviga       | Pfister, Guestphalia    |
| 22. August   | 21        | –       | Jaeger xxx               | Silberschlag, Burschenschaft Teutonia Jena | 1       | Cleve, Brunsviga       | Hausmann, Dr.           |
| 31. August   | 11 kl. M. | –       | Jaeger xxx               | Mensching, Hildesia                        | 2       | Groschupf x, Hildesia  | Bartels, Brunsviga      |
| 10. November | 9         | –       | Fromme I, Hannovera      | Liebe, Brunsviga                           | 1       | Rudloff, Brunsviga     | Heinemann, Guestphalia  |
| 13. November | 9 kl. M.  | –       | Wuthmann, Hannovera      | Erlenbach x, Hildesia                      | 2       | Böttcher, Hildesia     | Bartels, Brunsviga      |
| 15. November | 3         | –       | Wuthmann, Hannovera      | Liebe, Brunsviga                           | –       | Cleve, Brunsviga       | v. d. Hoven, Lunaburgia |
| 11. Dezember | 9         | –       | Klopp I, Hannovera       | Schlosser, Guestphalia                     | 1       | v. Röder, Guestphalia  | Bartels, Brunsviga      |
| 15. Dezember | 2 kl. M.  | 1       | Wuthmann, Hannovera      | Mensching, Hildesia                        | 1       | Böttcher, Hildesia     | Bartels, Brunsviga      |
| 22. Dezember | 6         | –       | Scharlach, Hannovera     | Cramer, Brunsviga                          | –       | Spohr, Brunsviga       | Heinemann, Guestphalia  |
| 7. Januar    | 4 kl. M.  | –       | Fromme I, Hannovera      | Erlenbach, Hildesia                        | 2       | Bartels, Brunsviga     | v. Röder, Guestphalia   |
| 9. Januar    | 12        | –       | Rhodenburg, Bremensia    | Rudloff, Brunsviga                         | –       | Cleve, Brunsviga       | Böttcher, Hildesia      |
| 16. Januar   | 12        | –       | Scharlach, Hannovera     | Bode, Brunsviga                            | 1       | Spohr, Brunsviga       | Rhodenburg, Bremensia   |
| 2. Februar   | 1 kl. M.  | 1       | Flügge, Lunaburgia       | Biedenweg I, Bremensia                     | –       | Schlosser, Guestphalia | v. Röder, Guestphalia   |
| 3. März      | 1 kl. M.  | –       | Seidensticker, Hannovera | Schotte, Brunsviga                         | 2       | Rudloff, Brunsviga     | Rhodenburg, Bremensia   |
| 6. März      | 12        | –       | Seidensticker, Hannovera | Schütze, Brunsviga                         | 2       | Spohr, Brunsviga       | Ratjen, Bremensia       |
| 17. März     | 24 kl. M. | 1       | Cramer, Brunsviga        | Biedenweg I, Bremensia                     | 1       | Spohr, Brunsviga       | v. Firks, Lunaburgia    |
| 24. April    | 1 kl. M.  | –       | Haccius, Hannovera       | Bode, Brunsviga                            | 2       | Spohr, Brunsviga       | Rhodenburg, Bremensia   |
| 25. April    | 12        | 1       | Oldekop, Hannovera       | Peters, Hassia                             | –       | Frederich, Hassia      | v. Firks, Lunaburgia    |
| 3. Mai       | 14 kl. M. | 3       | Seidensticker, Hannovera | Grosse, Guestphalia, Hildesia              | 3       | Böttcher, Hildesia     | v. Firks, Lunaburgia    |
| 6. Mai       | 24        | –       | Seidensticker, Hannovera | v. Roeder xx, Guestphalia                  | –       | Schlosser, Guestphalia | Rhodenburg, Bremensia   |
| 7. Mai       | 12        | 1       | Oldekop, Hannovera       | Petri, Brunsviga                           | 1       | Bierbaum, Brunsviga    | Heinemann, Guestphalia  |
| 8. Mai       | 6 kl. M.  | –       | Seidensticker, Hannovera | Domeyer xx, Hildesia                       | 1       | v. Röder, Guestphalia  | Pfister, Guestphalia    |
| 9. Mai       | 7 kl. M   | –       | v. d. Hoven, Lunaburgia  | Fischer EM, Hildesia                       | 1       | Böttcher, Hildesia     | Flügge, Lunaburgia      |
| 7. Juni      | 12        | –       | Schwarz, Lunaburgia      | Römke x, Brunsviga                         | –       | Heinemann, Guestphalia | Straub, Bremensia       |
| 5. September | 13        | –       | v. Dewitz, Vandalia      | Frederich xxx, Hassia                      | –       | Peters, Vandalia       | Spohr, Brunsviga        |

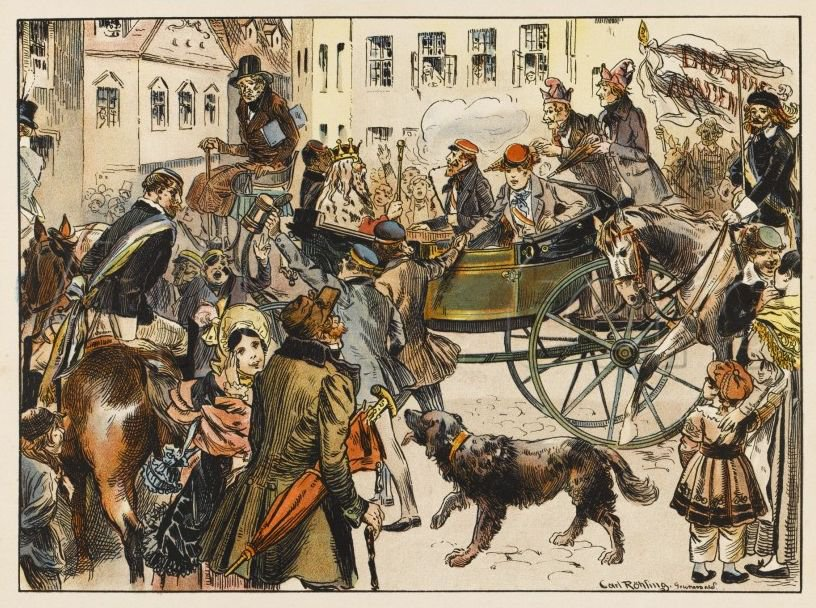
Bismarck wird Pfingsten 1833 der Stadt Jena verwiesen. (Zeichnung von Carl Röhling (1849–1922))

Pfingsten 1833 machte Bismarck mit fünf weiteren Hannoveranern, fünf Mitgliedern des Corps Brunsviga Göttingen und einem Angehörigen des 1833 rekonstituierten Corps Vandalia Göttingen eine Reise, in Göttingen traditionell Pfingstspritze genannt, die über die Burg Hanstein, Eisenach mit der Wartburg, Schloss Wilhelmsthal, die Burg Altenstein, Bad Liebenstein, den Inselsberg, Tabarz, Reinhardsbrunn und Schnepfenthal zunächst nach Gotha und von dort weiter über Erfurt und Weimar nach Jena führte. In Jena blieb die Reisegesellschaft etwas länger, kehrte in der heute noch bekannten „Rose“ ausgiebig ein und wanderten durch das Paradies nach Wöllnitz zum Bierstaat zu Henneberg-Wöllnitz unter der Ägide des Corps Franconia Jena. Neben der Frankenkneipe in Jena wurde auch der burschenschaftliche Burgkeller aufgesucht. Tagsüber wurde mit den Jenenser Franken auf dem Marktplatz von Jena gezecht, bis der Rat der Stadt Jena die gesamte Göttinger Reisegesellschaft der Stadt verwies, weil sie „die akademische Jugend in Jena zu allerlei ausgelassenen Streichen und Trankgelagen verleiteten“. Die Göttinger erhielten daraufhin von der Jenaer Studentenschaft ein Comitat vor die Tore der Stadt und reisten zunächst die Saale aufwärts und kehrten dann nach Göttingen zurück. Neben seinen beiden größeren Reisen in den Harz und nach Thüringen erinnerte Bismarck auch später gern häufigere Ausflüge von Göttingen aus nach Kassel-Wilhelmshöhe.
Seine Konflikte mit den Göttinger Universitätsbehörden führten zu mehreren Verfahren vor dem Universitätsgericht der Georgia-Augusta und sind in deren Universitätsgerichtsakten dokumentiert. Als Universitätsstrafen erhielt er zehn Tage Karzer wegen seiner Rolle als Unparteiischer im Pistolenduell des stud. Knight aus Cumberland c/a stud. von Grabow im Januar 1833, zu dem er zunächst eigentlich nur als Dolmetscher Knights hinzugezogen worden war. Die Strafe wurde um einen Tag erhöht, weil Bismarck auf Vorladung nicht erschien. Dies führte zu seiner Schnitzerei in der Tür des Göttinger Karzers „v. Bismarck Han XID“. Das weitere Verfahren wurde durch einen Streit zwischen den Corps Guestphalia und Lunaburgia Göttingen ausgelöst, der zu Verrufserklärungen und einer Spaltung des Göttinger Senioren-Convents geführt hatte. Bismarck wurde am 14. Juni 1833 vom Universitätsgericht vernommen und deckte den Hannoveraner Senior Georg Haccius, indem er sich gegenüber dem Universitätsgericht als Senior ausgab, wohl weil die Universitätsvorstrafen von Haccius zu dessen umgehender Relegation geführt hätten. Bismarck erhielt am 20. Juli 1833 drei Tage Karzer und das erste Consilium zunächst wegen Beteiligung an einer unerlaubten Paukerei und in einem weiteren Verfahren am gleichen Tage noch einmal 4 Tage strengen Karzer nebst zweitem Consilium wegen „Überschreitung des Regulativs durch Theilnahme an einer ohne Erlaubnis fortbestandenen Gesellschaft, Theilnahme an Beratungen der Gesellschaft, welche außer dem Kreise des Geselligen lagen, Beschickungen des Seniorenkonvents durch Mitglieder der Gesellschaft und besonderer Tätigkeit hierbei“. Diese Karzerstrafen hat Bismarck bis auf drei Tage in Göttingen abgesessen, die restlichen drei Tage saß er nach einer Verständigung der beiden Universitätsbehörden ab dem 31. Mai 1834 im Karzer der Universität Berlin ab.
Nach den Untersuchungen löste sich Hannovera am 14. Juli 1833 gegenüber den Universitätsbehörden erneut pro forma auf, bestand aber ausweislich der Conventsprotokolle fort. Bismarck erhielt zu seinem Abschied Anfang September einen Weinkommers außerhalb der Stadtmauern in Weende und reiste am 11. September 1833 aus Göttingen ab.

## Studentenleben in Göttingen
Die beiden Freundeskreise ließen Bismarck für intensive Beschäftigung mit den Rechtswissenschaften wenig Zeit. Sein Kollegienbesuch und damit auch die von ihm zu zahlenden Hörergelder standen in seiner Göttinger Zeit hinter den Aktivitäten unter Freunden zurück. Er besuchte jedoch Vorlesungen des Privatdozenten Carl Julius Meno Valett und des Zivilrechtlers Gustav von Hugo. Prägend war wohl nur der Historiker Arnold Heeren, der bereits im Ruf stand, in Göttingen viele angehende Diplomaten geformt zu haben. Bismarck ließ 1833 durch den Göttinger Porzellanmaler Philipp Petri ein Miniaturporträt auf Porzellan fertigen, das sich heute im Besitz der Familie von Bismarck in Friedrichsruh befindet.

## Studium in Berlin
Bismarck konnte sich im Hinblick auf die in Göttingen nicht vollständig abgesessene Karzerstrafe erst am 10. Mai 1834 immatrikulieren, hörte aber bereits seit dem Wintersemester 1833/34 dort Vorlesungen. In Berlin schloss Bismarck sich den ernsthaften Studienbemühungen seines ebenfalls nach Berlin gewechselten Freundes Motley an. Allerdings hat er sein Examenswissen mehr beim Repetitor als in der Universität selbst empfangen. Als Dritter im Bunde stieß der spätere Geologe und Paläontologe, der Deutsch-Balte Alexander Graf Keyserling, zu den beiden hinzu. Keyserling lehnte die Freuden des Studentenlebens zugunsten seiner wissenschaftlichen Interessen strikt ab und war von Bescheidenheit geprägt; jede Art von Luxus oder gar Exzess lehnte er kategorisch ab.

„Wenn wir bei Kasse waren, gönnten wir uns in einem Restaurant ein Beefsteak und ein Glas Sherry“

Unter den dreien entstand während ihrer Wohngemeinschaft in der Berliner Friedrichstraße 161 eine enge Freundschaft für das ganze Leben. Bismarck war später mehrfach bei Keyserling in Raikküla zu Gast. Motley erwähnt die beiden Freunde namentlich erst in seinen späteren Briefen in den 1850ern.
Am 25. März 1835 wurde Bismarck in Berlin exmatrikuliert und bestand am 22. Mai 1835 die Auskultatorprüfung.

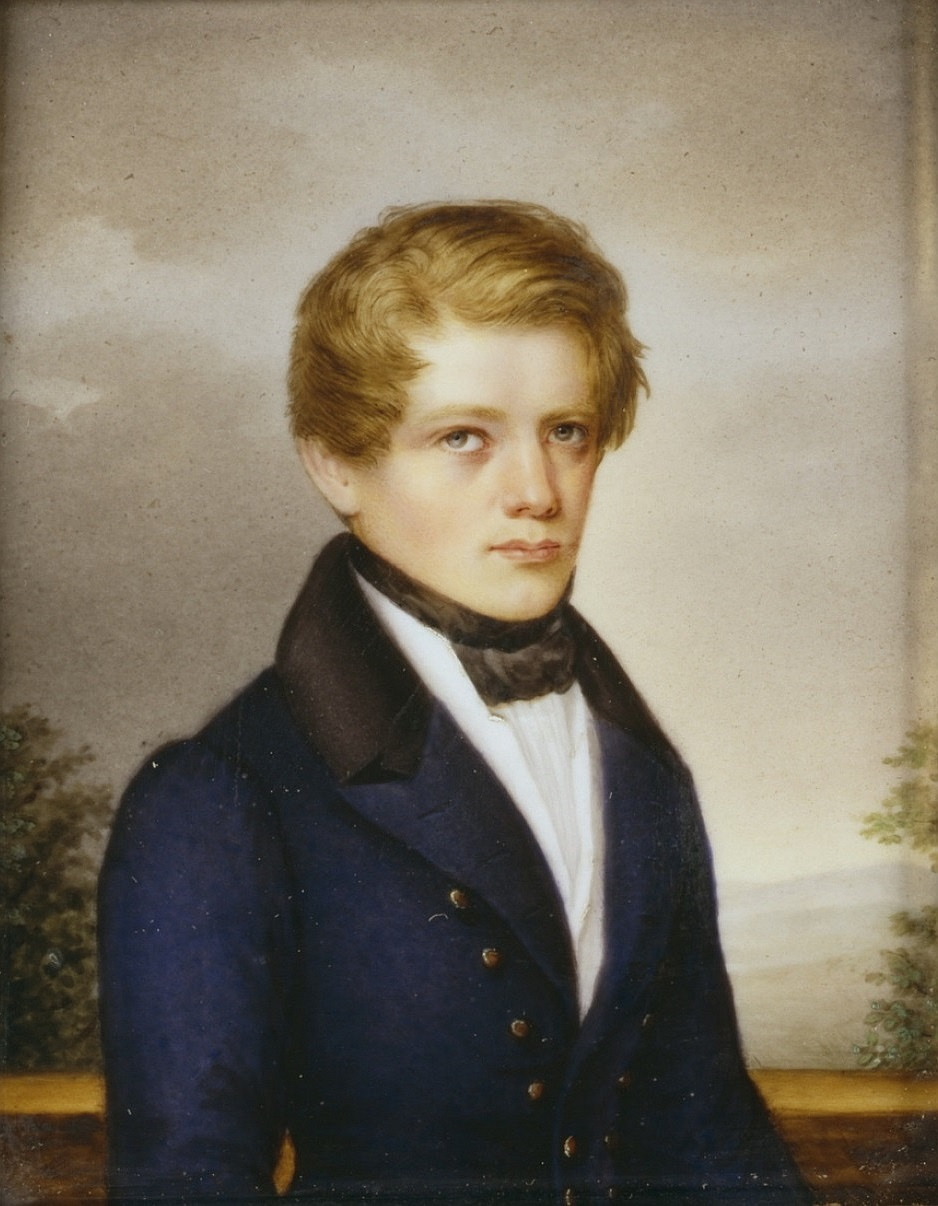
Otto von Bismarck (1836)
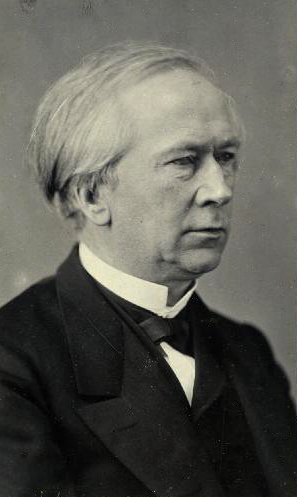
Alexander von Keyserling (vor 1870)
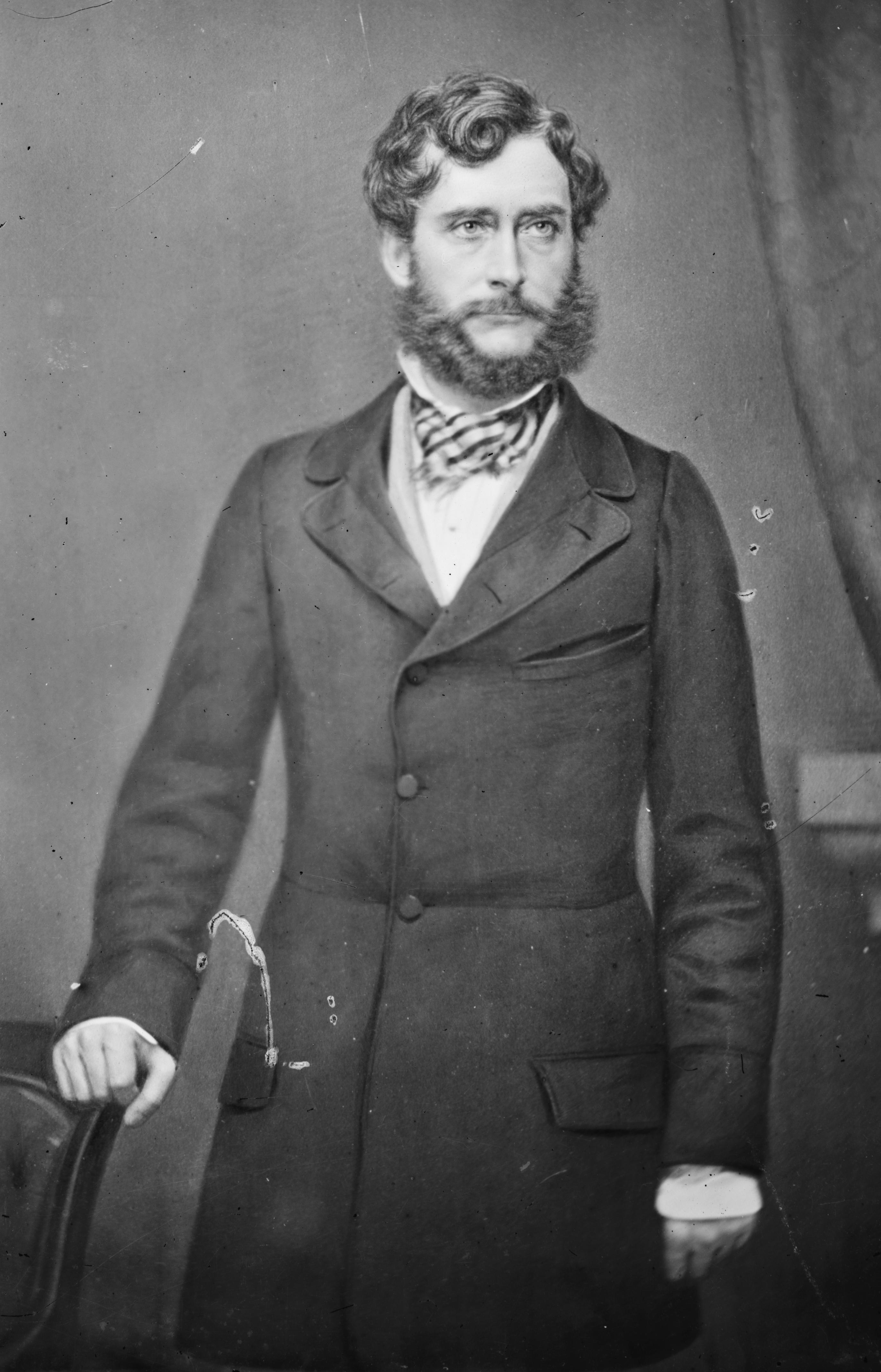
John Lothrop Motley (um 1860)

## Verbundenheit

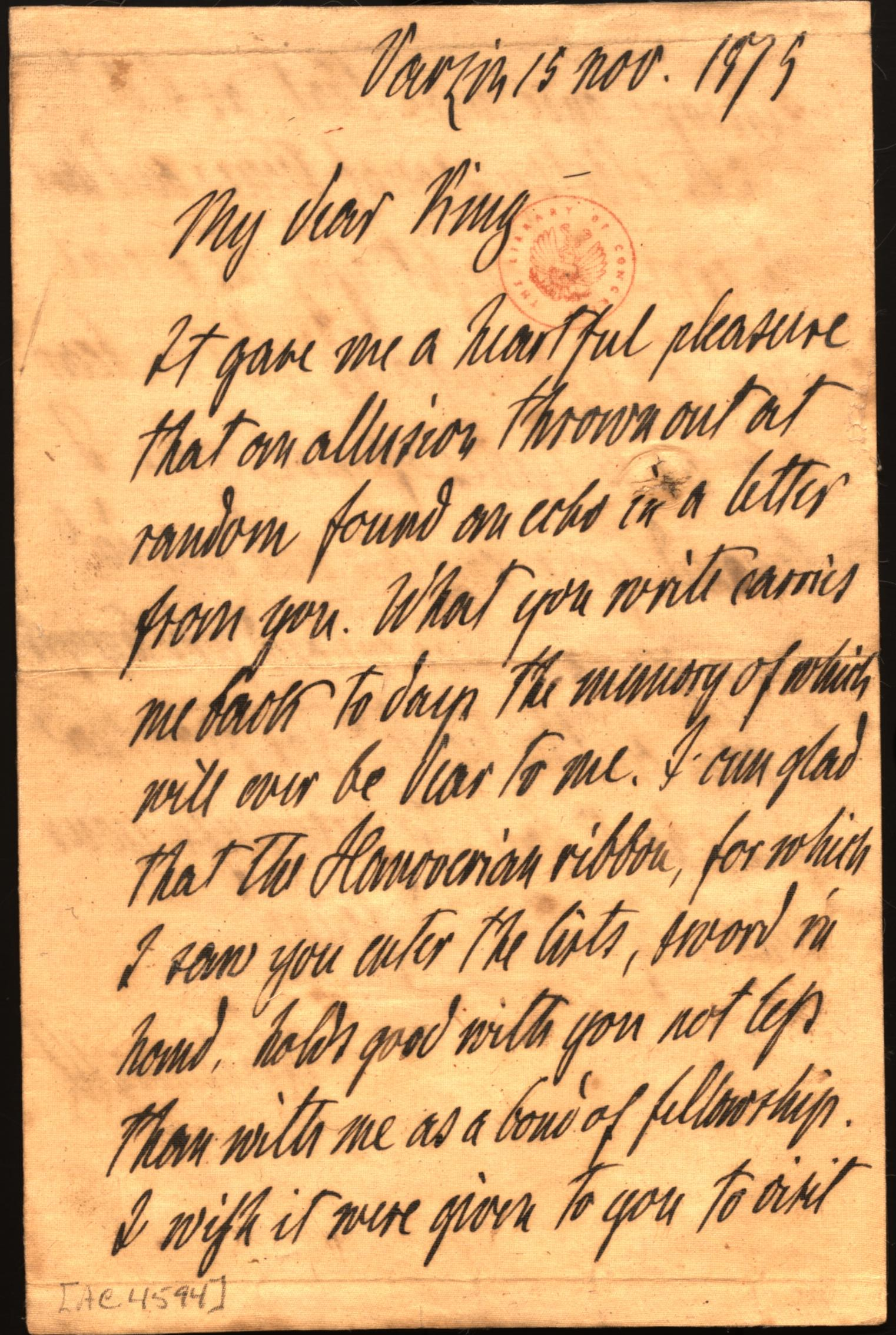
Brieffaksimile Bismarcks an Mitchell C. King (1875), Handschriftenabteilung der Library of Congress, Washington D.C.

Bismarck blieb mit einigen seiner Corpsbrüder aus der Göttinger Studienzeit in lebenslanger Verbindung. Dazu gehörte einerseits sein Leibbursch Wuthmann, andererseits als enger Freund Gustav Scharlach mit dem Kneipnamen Giesecke wie auch Fritz Kern. Der langjährige Briefwechsel mit Scharlach, gehalten in dem schnoddrigen Ton der Studententage, zeigt Bismarcks Interesse an allen seinen Consemestern auf, deren Lebensschicksale von den Briefpartnern in der Korrespondenz erörtert werden. Seine Kontakte zu Scharlach und den Corpsbrüdern Wuthmann und Theodor Oldekop (Kneipname: Cerevisianer) blieben zeitlebens eng. Bismarcks Briefwechsel mit dem dänischen Politiker Carl Frederik von Blixen-Finecke, der 1840 zu Hannovera kam, wurde 1916 in Dänemark veröffentlicht. In seiner Zeit als preußischer Gesandter zum Bundestag in Frankfurt am Main freundete er sich in den 1850er Jahren auch mit einem jüngeren Corpbruder an. Mit dem Bankier Friedrich Borgnis, der 1854 in Göttingen zu Hannovera gekommen war, ging er des häufigeren gemeinsam auf dessen bei Frankfurt gelegenen Gütern zur Jagd. Die Gartenlaube berichtete 1869 von einem „Parlamentarischen Abend“ Bismarcks in der späteren Reichskanzlei in der Wilhelmstraße, an welchem auch sein Coätane Ludolf Fromme, zu der Zeit Bürgermeister der Stadt Lüneburg, zugegen war, und von Bismarck mit den Worten

„Stoßen wir auf die alten Farben Blau-Roth-Gold der Hannovera in Göttingen an, Herr Corpsbruder!“

zum Leeren eines Glases Maibowle aufgefordert wurde. Auch mit dem ursprünglich aus dem Amerikanischen Freundeskreis Bismarcks stammenden Südstaatler Mitchell C. King hat sich Korrespondenz erhalten, auf die Bismarck, teilweise spöttelnd, in seinen Briefen an Scharlach wieder eingeht. Noch als Reichskanzler korrespondierte Bismarck mit King in englischer Sprache, da King sich die deutsche nicht dauerhaft angeeignet hatte. Zuletzt schrieb Bismarck – soweit bekannt – aus Varzin 1875 an King

“I am glad that the Hanoverian ribbon, for which I saw you enter the lists, sword in hand, holds good with you not less than with me as a bond of fellowship.”

Während seine Consemester bei Hannovera trotz entsprechender Anfragen das ruhige hannoversche Beamtenleben einer Tätigkeit in engerer Umgebung Bismarcks vorzogen, wurde ebenfalls ein jüngerer Corpsbruder, Arthur von Brauer, ab 1882 im Auswärtigen Amt unter ihm tätig.
Bismarck unterstützte 1881 die durch den Intendanturrat Leonhard Zander beim KSCV zur Verhandlung auf dem Kösener Congress eingereichte „Denkschrift gegen Luxus und Protzentum“ mit dem Ziel einer Reform des Corpsstudententums, die u. a. von ihm und dem Prinzen Wilhelm von Preußen, dem späteren Kaiser Wilhelm II., unterzeichnet wurde; diese beiden Voten gaben der Denkschrift für die Kaiserzeit ein erhebliches politisches Gewicht. Die Zandersche Bewegung mündete schließlich in die von Paul Salvisberg 1887 angeregte Gründung des Verbandes Alter Corpsstudenten.
In dem einzigen erhaltenen Tondokument Otto von Bismarcks, einer Phonographenwalze des amerikanischen Erfinders Thomas Alva Edison, nimmt der 74-jährige Reichskanzler 1889 auf seine Studentenzeit in Göttingen Bezug und zitiert als erstes Lied den amerikanischen Folksong In Good Old Colony Times und im Weiteren das lateinische Studentenlied Gaudeamus igitur. In Good Old Colony Times wurde, genauso wie das populäre schottische Volkslied Auld Lang Syne, von Bismarck in seiner Korrespondenz mit John Lothrop Motley in den 1860ern herangezogen, wenn er sich der gemeinsamen Studienzeiten erinnerte.
Am 17. Juni 1892 wurde Fürst Otto von Bismarck zum Ehrenmitglied seines Corps ernannt. Zum 80. Geburtstag erhielt er aus Anlass der Huldigung der Deutschen Studentenschaft in Friedrichsruh ein Ehrenband dediziert.
Auch in seinen späten Jahren hat Bismarck sich so immer wieder zum Corpsstudententum und zu seinem Corps bekannt. Sein Ausspruch

„Kein Band hält so fest wie dieses.“

wurde unter korporierten Studenten legendär. Der Verband Alter Corpsstudenten errichtete ihm 1896 das Jung-Bismarck-Denkmal an der Rudelsburg, dem jährlichen Treffpunkt der Kösener Corps bei Kösen. Es zeigt ihn als lässig dasitzenden Corpsburschen der Hannovera mit deren Couleurband um die Brust und seinem studentischen Korbschläger in der Hand samt seinem Hund in Studentenzeiten, einer deutschen Dogge namens Ariel. Diese einmalige Form seiner Darstellung führte im Vorfeld zu kritischen Stellungnahmen, ist jedoch von Bismarck persönlich bereits am 27. April 1895 abgesegnet worden.
1896 gab Bismarck Unterlagen des Corps, die seine Aktivenzeit betrafen, an das Corpsarchiv der Hannovera ab. Von wem er diese erhalten hatte, ist nicht bekannt.

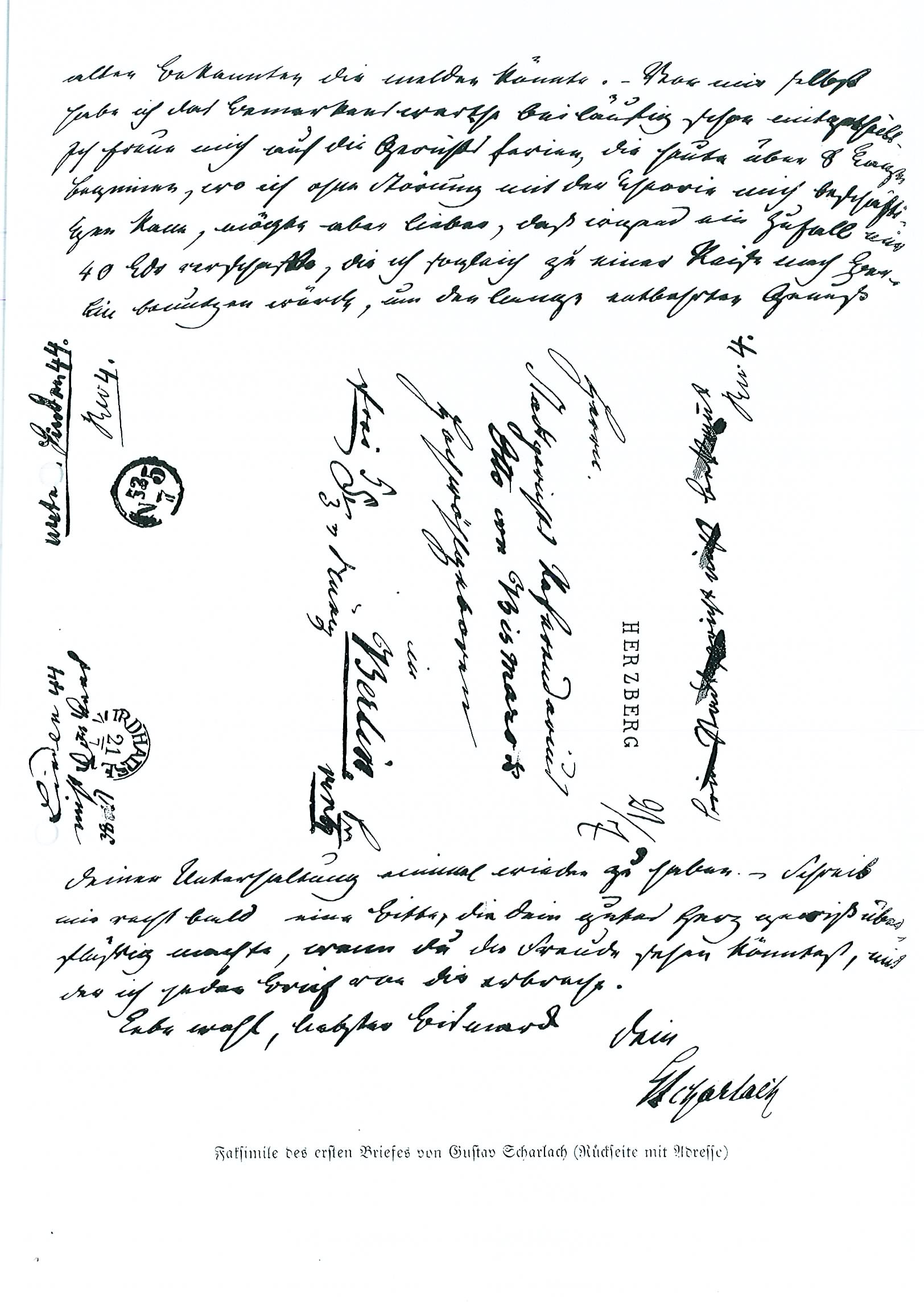
Erster Brief Bismarcks an Scharlach vom 14. November 1833 (Adressfeld und Rückseite)
Bismarck spricht zur Delegation der deutschen Studenten, 1. April 1895
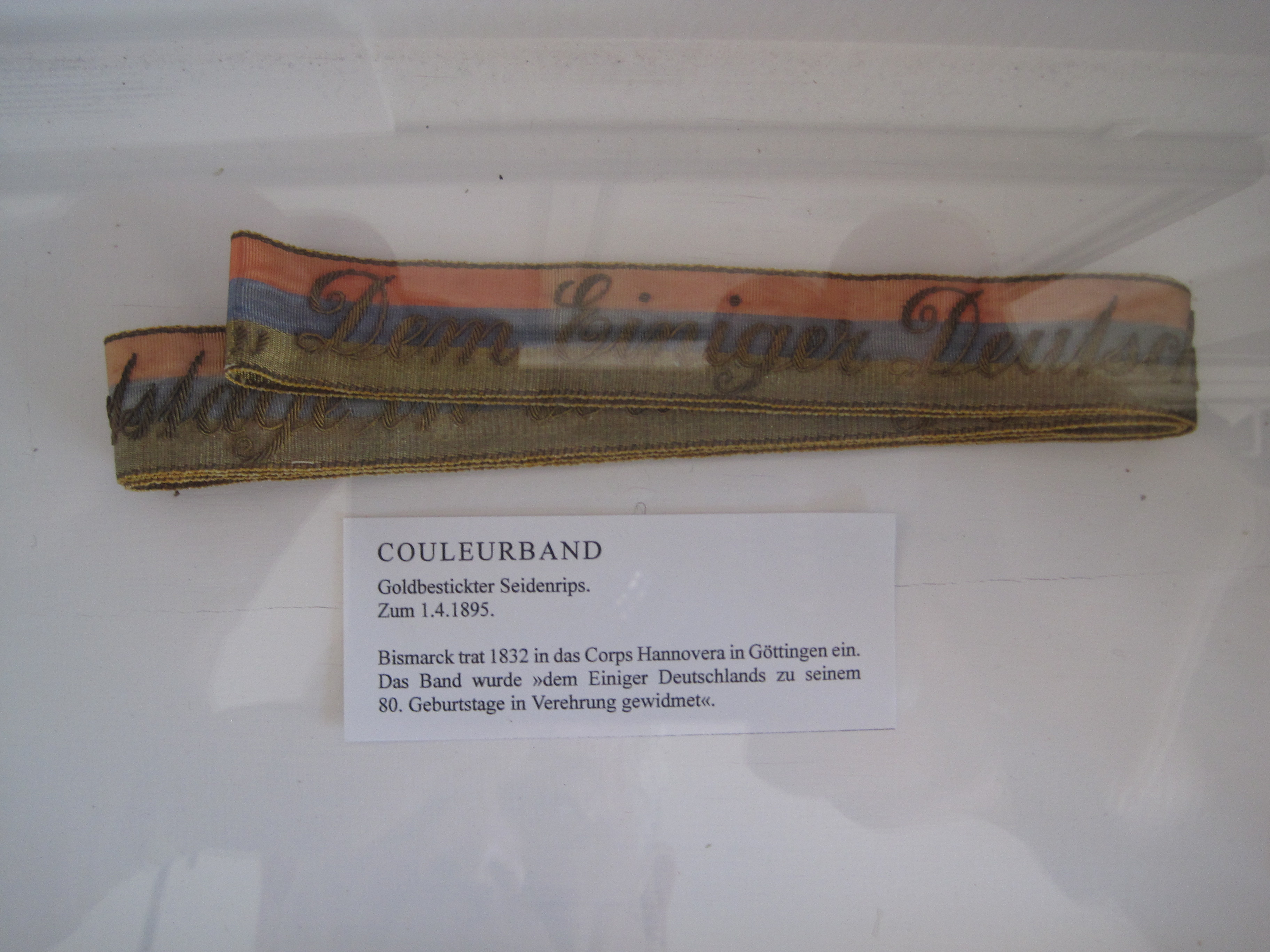
Ehrenband zum 80. Geburtstag, heute im Bismarck-Museum Friedrichsruh
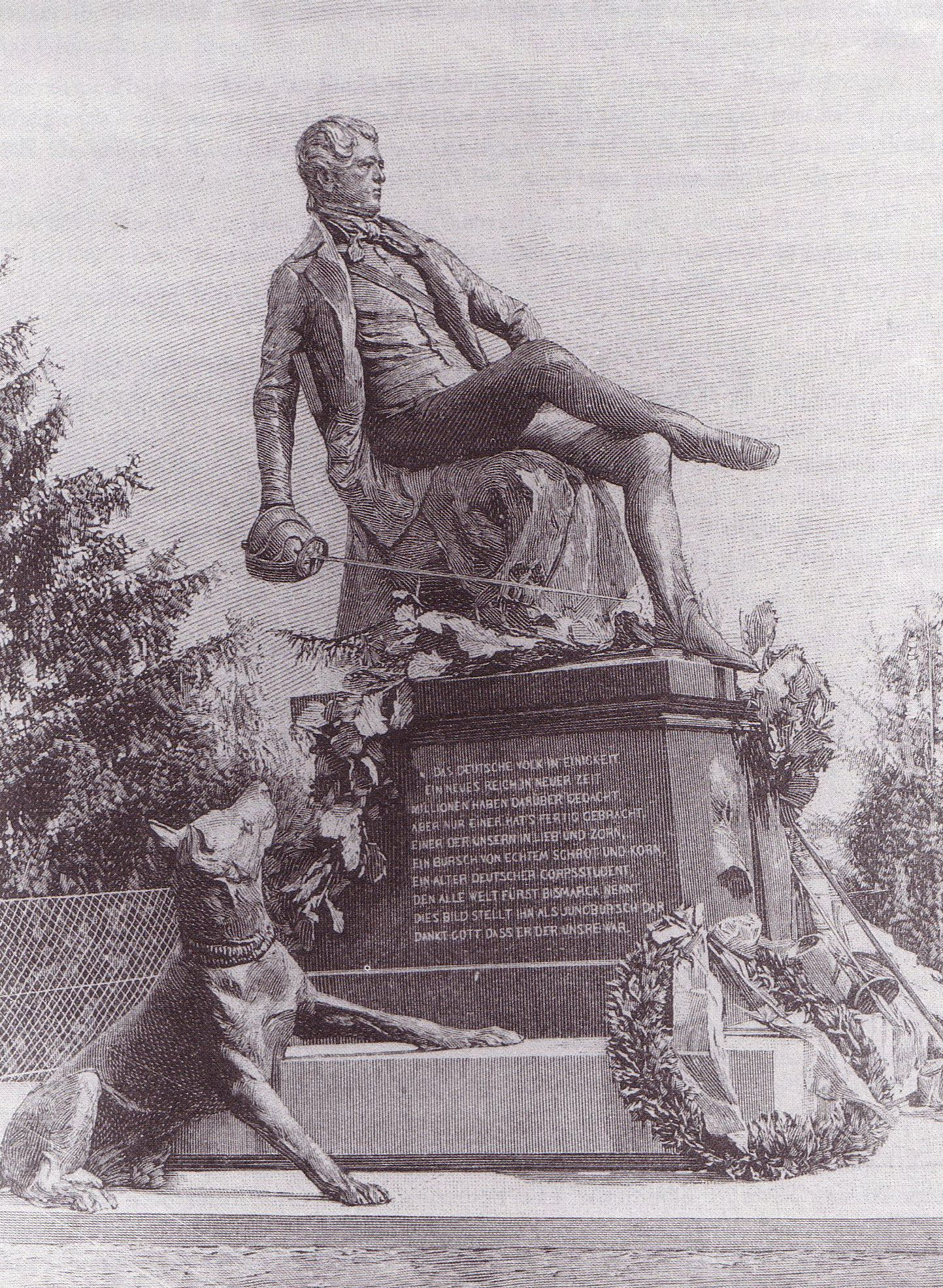
Jung-Bismarck-Denkmal bei der Rudelsburg (1896)